# Angkor Vallis
Angkor Vallis est une haute et large vallée de Mercure ayant conduit un flux de lave. Elle fait partie d'un ensemble de cinq vallées de Mercure dans le quadrangle de Raditladi (H-04).  Elles se démarquent des nombreuses plaines lisses du relief volcanique de Mercure par leurs analogies avec des caractéristiques d'écoulement de lave sur Terre, la Lune, Vénus et Mars.    

## Appellation
En 2013, l'Union astronomique internationale  (UAI) valide son nom dans la nomenclature des systèmes planétaires mercuriens en donnant, comme pour toutes les nouvelles vallées un nom rattaché à une ancienne cité abandonnée sur Terre. L’UAI associe la vallée de Mercure avec la cité archéologique d'Angkor pour son lien avec le caducée du dieu Mercure et le la septième clé de la cité d'Angkor.

## Cartographie
Cette vallée se situe dans les hautes latitudes septentrionales mercuriennes dans le quadrangle de Raditladi, son extrémité sud-est rejoint le bassin d'impact de Kofi, Elle fait partie des cinq larges vallées nommées par l'UAI en 2013 avec Cahokia Vallis, Caral Vallis, Paestum Vallis, Timgad Vallis

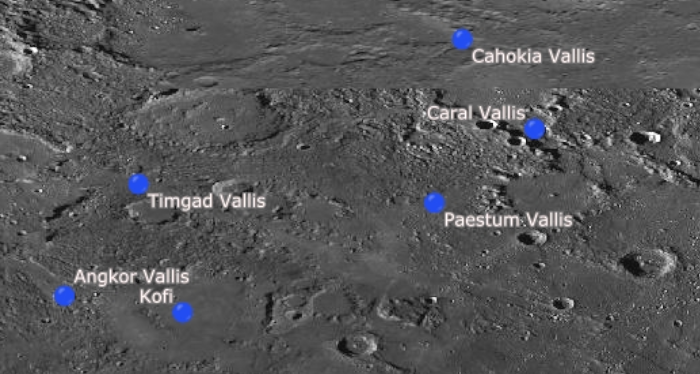
Les cinq vallées de Mercure nommées par l'UAI en 2013

## Relief géologique
Les vallées du quadrangle de Raditladi se démarquent des nombreuses plaines lisses du relief volcanique de Mercure par leurs ressemblances avec des caractéristiques d'écoulement de surface sur Terre, les autres planètes telluriques et la Lune. Le relief d'Angkor Vallis suggère une formation due à l'érosion par des laves chaudes, à haute température, à faible viscosité et à écoulement rapide.         
Angkor Vallis est limitée par des plaines inter-cratères environnantes et son extrémité sud-est, à l'entrée du bassin de Kofi, présente un évasement parsemé de kipukas, îlots rocheux préexistants entourés de lave . Une étude exploratoire sur les caractéristiques de coulées de lave mercuriennes indique que l'évasement au sud-est comprenant des kipukas pourrait représenter un élargissement du chenal lorsque la lave s'est heurté et a contourné le rebord du bassin de Kofi. Ce qui évoque une interprétation provisoire d'écoulement du nord-ouest vers le sud-est.

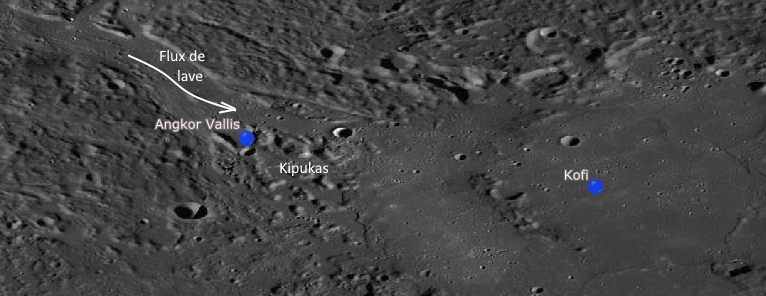
Sens présumé du flux de lave vers le bassin de Kofi

## Galerie

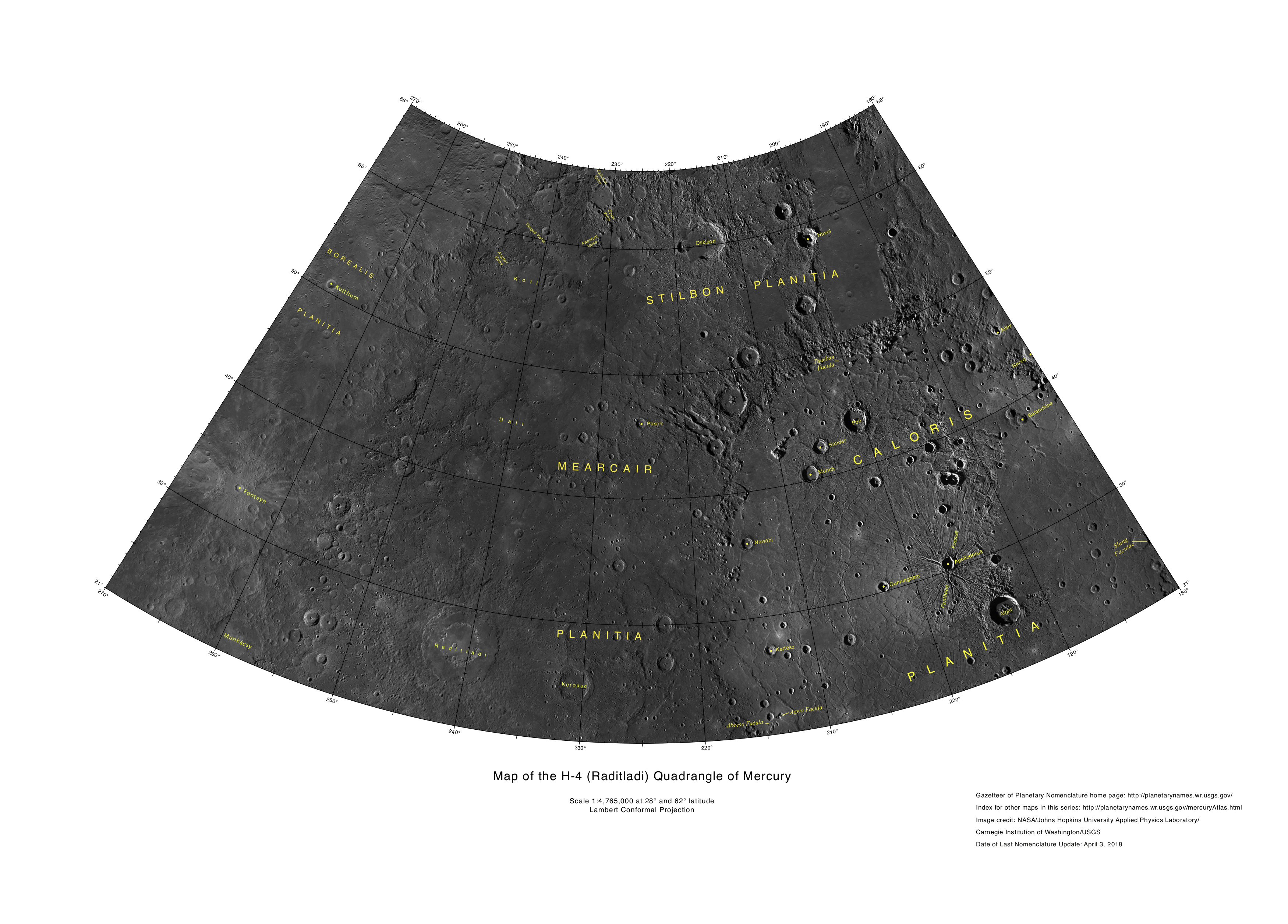
Quadrangle de Raditladi
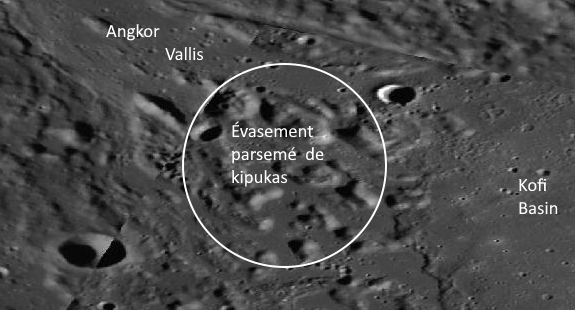
Kipukas d'Angkor Vallis
Vue intérieure d'Angkor Vallis